# Schörgensee
Der Schörgensee ist ein natürliches Stillgewässer in der oberbayerischen Gemeinde Obersöchering, und wie seine Nachbarn, die Lache und die Straußenlacke, ohne nennenswerte Zu- oder Abflüsse.
Der Schörgensee gehört zum FFH-Gebiet Moor- und Drumlinlandschaft zwischen Hohenkasten und Antdorf.